# Fontana dei Quattro Fiumi
La Fontana dei Quattro Fiumi, o anche solo Fontana dei Fiumi, è una fontana artistica di Roma posta al centro di piazza Navona, davanti alla chiesa di Sant'Agnese in Agone, progettata dallo scultore e architetto Gian Lorenzo Bernini e realizzata da un gruppo di scultori, tra cui figurano Giovan Maria Franchi, Giacomo Antonio Fancelli, Claude Poussin, Antonio Raggi e Francesco Baratta, tra il 1648 e il 1651.
Opera di scultura e architettura barocca, la fontana ritrae i quattro fiumi principali della Terra, uno per ogni continente allora conosciuto: il Danubio, il Gange, il Nilo e il Rio de la Plata ed è sovrastata dall'obelisco Agonale, proveniente dal circo di Massenzio sull'Appia Antica.

## Storia
La fontana fu commissionata da papa Innocenzo X per decorare piazza Navona, sulla quale si stavano portando avanti i lavori di realizzazione di palazzo Pamphilj. Nel 1647 il pontefice aveva commissionato a Francesco Borromini la progettazione di una conduttura che portasse l'acqua dell'Aqua Virgo a piazza Navona e aveva bandito un concorso per la progettazione della fontana presso la piazza. Inoltre il papa manifestò la volontà di recuperare l'obelisco, poi detto Agonale, che giaceva in rovina nel circo di Massenzio sull'Appia Antica.
Il concorso fu vinto da Gian Lorenzo Bernini che per ottenere l'incarico realizzò un modellino argenteo in scala, alto circa un metro e mezzo, e lo regalò a Olimpia Maidalchini, cognata del pontefice nonché personaggio di grande influenza nella Roma papalina. Un altro progetto fu presentato da Borromini, che prevedeva un obelisco alla cui base quattro grosse conchiglie con mascheroni gettavano acqua in una vasca.

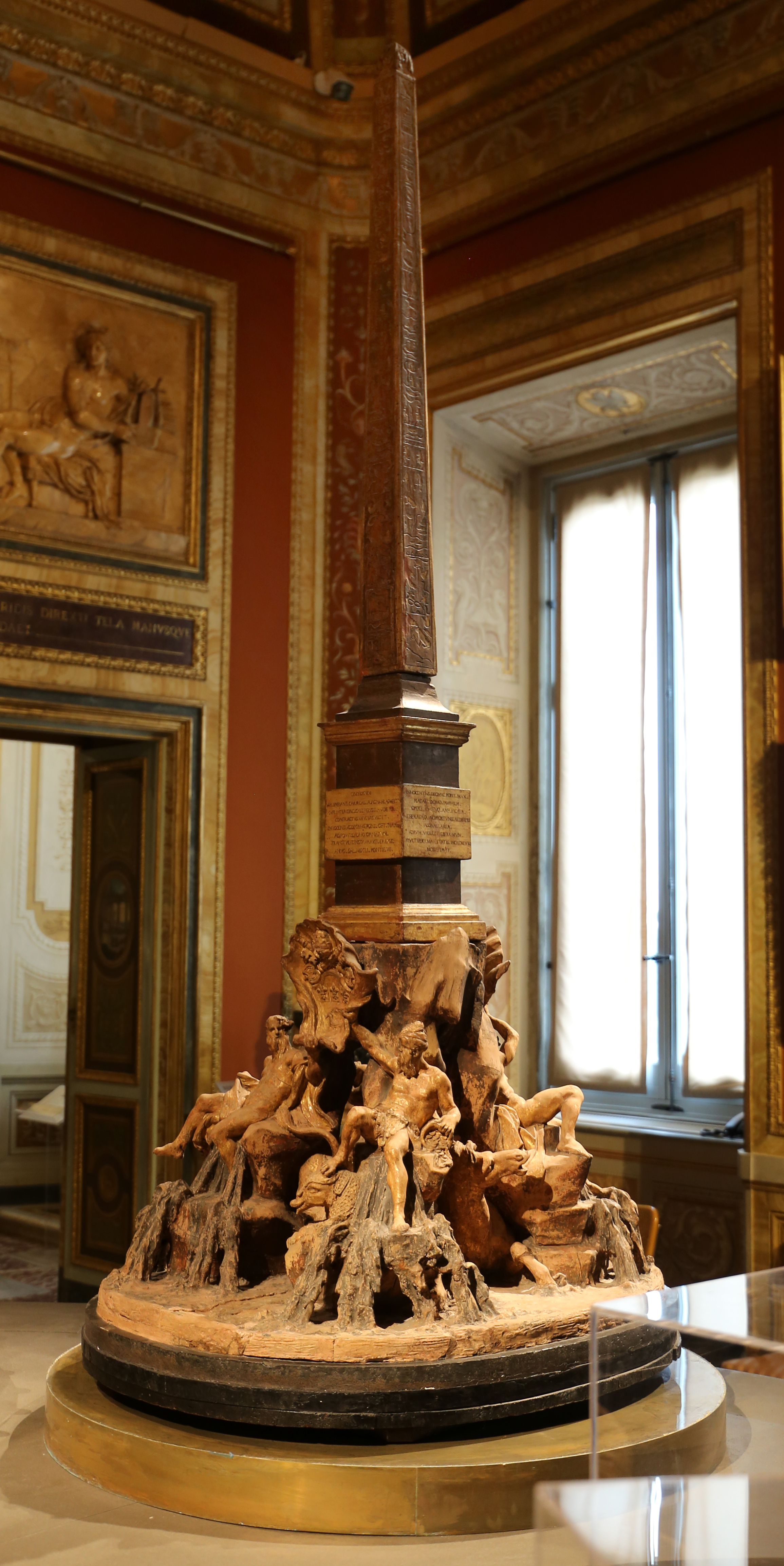
Gianlorenzo Bernini e bottega, modello in terracotta, legno e ardesia per la fontana dei fiumi, 1650 circa (Roma, coll. eredi Bernini)

La realizzazione dell'opera iniziò nel 1648 e si concluse nel 1651 sotto la direzione del Bernini, che si avvalse di diverse maestranze scultoree tra cui Giovan Maria Franchi, Giacomo Antonio Fancelli, Claude Poussin, Antonio Raggi e Francesco Baratta.
Le spese per la costruzione della fontana furono talmente elevate che, per finanziarle, il papa ricorse ad una tassazione sul pane, con contemporanea riduzione del peso standard della pagnotta. Il fatto scatenò l'odio del popolo di Roma non tanto sul pontefice quanto sulla cognata, ritenuta responsabile indiretta del sopruso e già invisa ai romani.

## Descrizione
La fontana sorge al centro della piazza, nel punto in cui fino ad allora si trovava un "beveratore", una semplice vasca quadrata per l'abbeveraggio dei cavalli. Si compone di una base formata da una grande vasca ellittica a livello della pavimentazione stradale, sormontata da un grande gruppo marmoreo sulla cui sommità si eleva l'obelisco Agonale, imitazione di epoca domizianea, rinvenuto nel 1647 nel circo di Massenzio sulla via Appia. La sistemazione dell'obelisco sul gruppo scultoreo centrale ribadì la validità di un'innovazione che lo stesso Bernini aveva sperimentato nel 1643, con la realizzazione della fontana del Tritone, e che era contrario a tutti i canoni architettonici dell'epoca: il monolite non poggiava infatti su un gruppo centrale compatto, ma su una struttura cava, che lasciava cioè un vuoto al centro e sulla quale erano poggiati solo gli spigoli della base dell'obelisco.

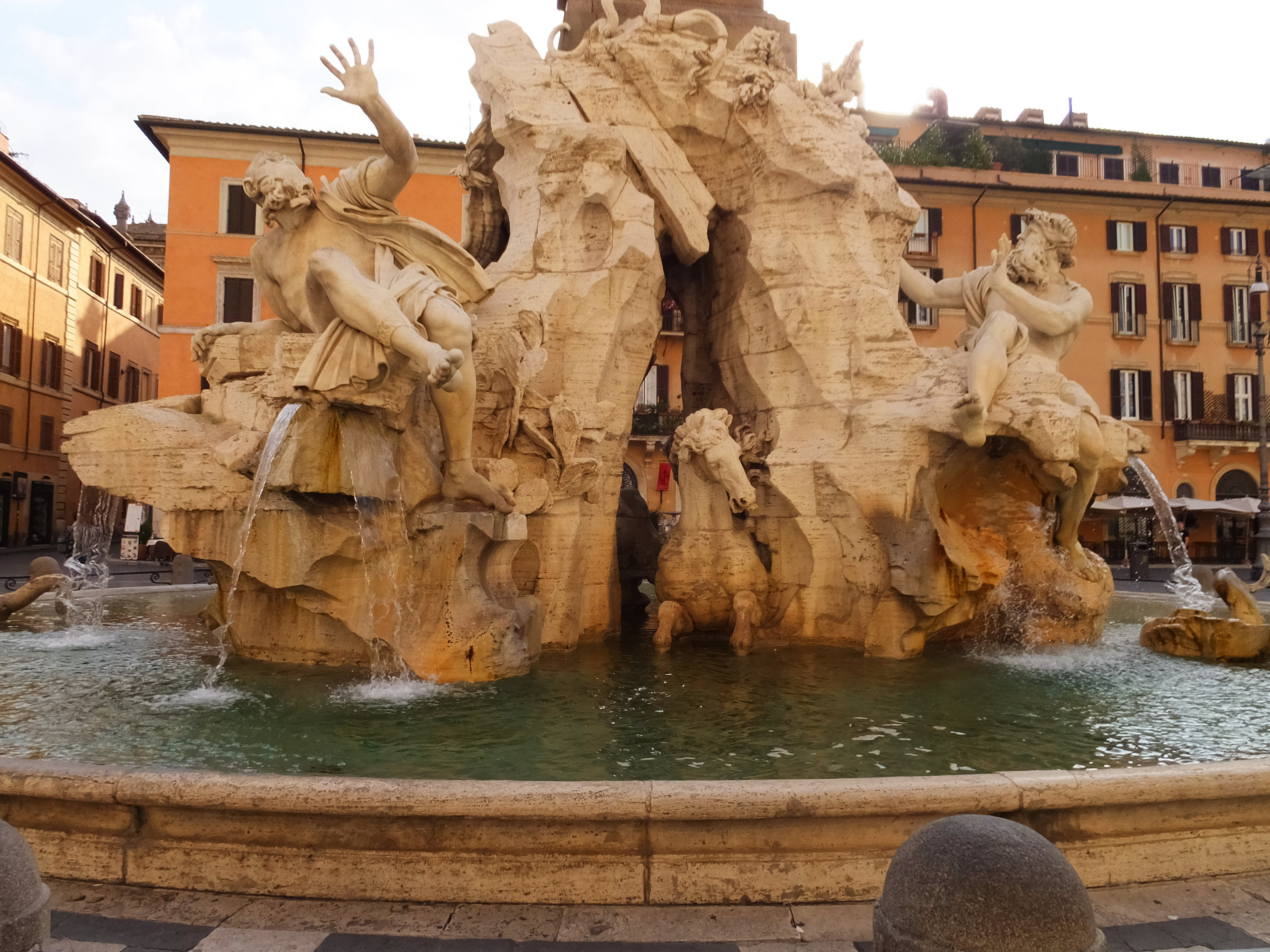
Veduta frontale, verso la chiesa di sant'Agnese

Le statue in marmo bianco che caratterizzano la fontana hanno una dimensione maggiore di quella reale. I nudi rappresentano le allegorie dei quattro principali fiumi della Terra, uno per ciascuno dei continenti allora conosciuti, che nell'opera sono rappresentati come dei giganti che siedono appoggiati sullo scoglio centrale in travertino (opera di Giovan Maria Franchi del 1648): il Nilo (scolpito da Giacomo Antonio Fancelli nel 1650), il Gange (opera del 1651 di Claude Poussin), il Danubio (di Antonio Raggi nel 1650) e il Rio de la Plata (di Francesco Baratta, del 1651).

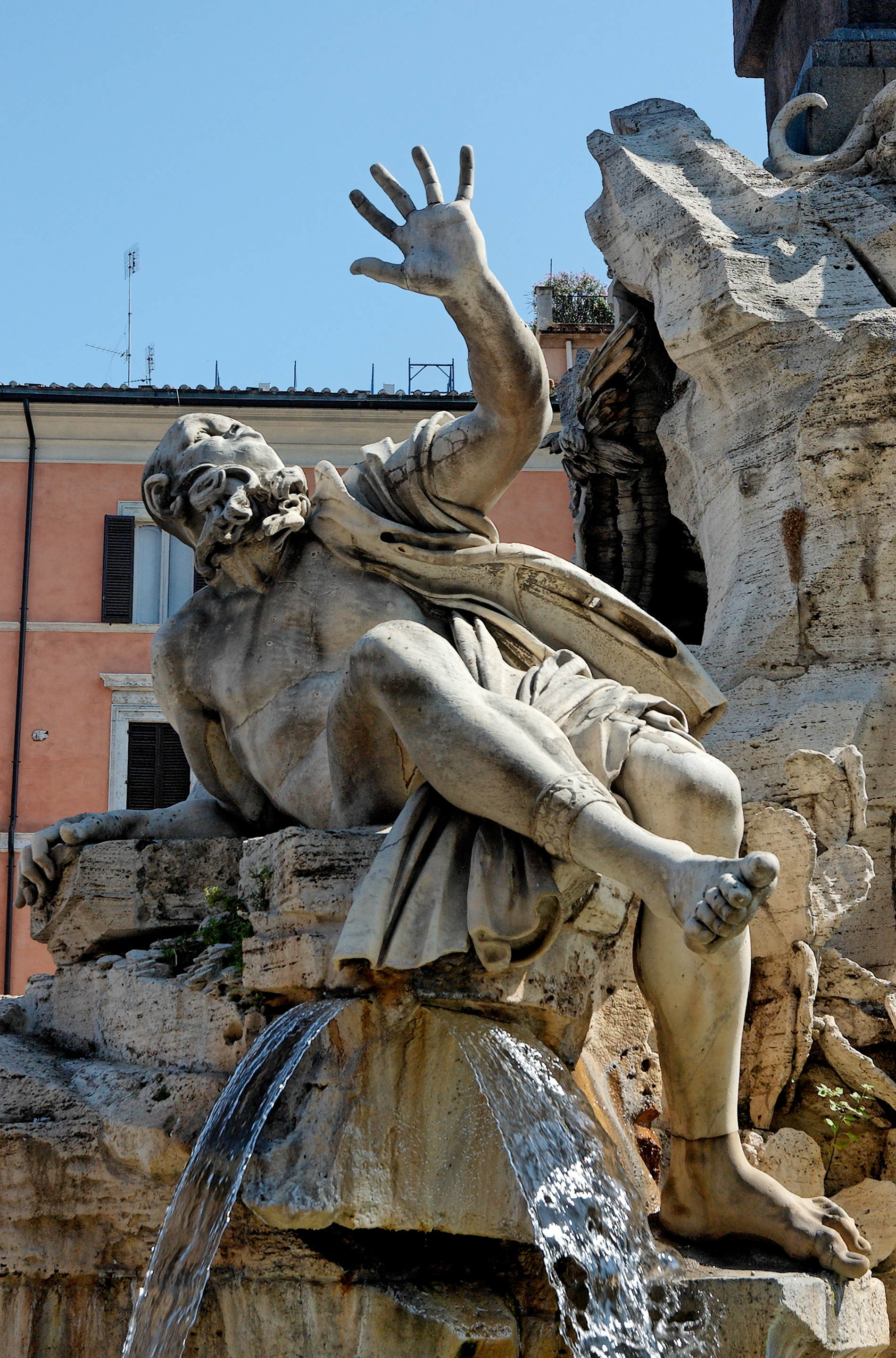
Il Rio de la Plata
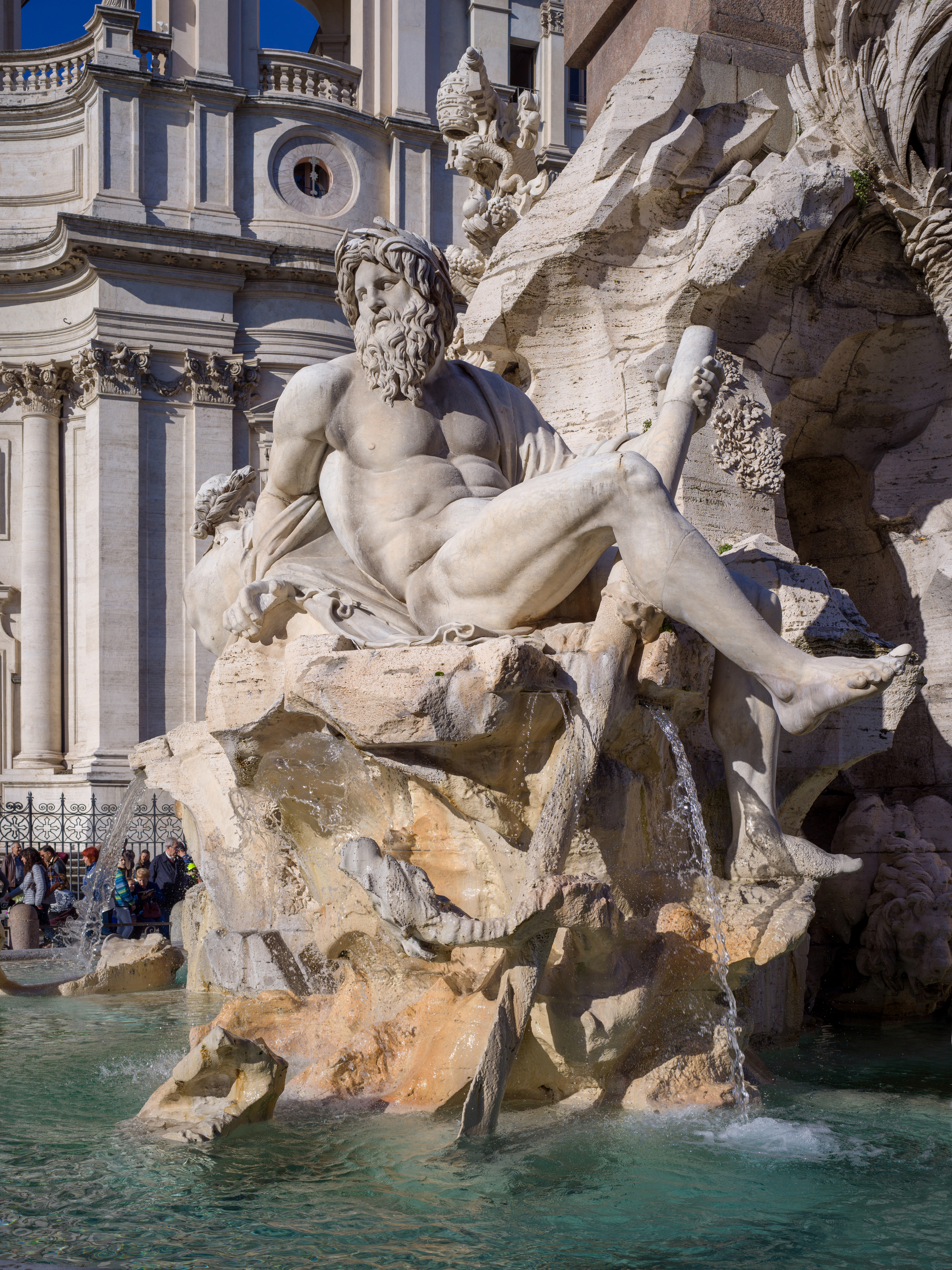
Il Gange
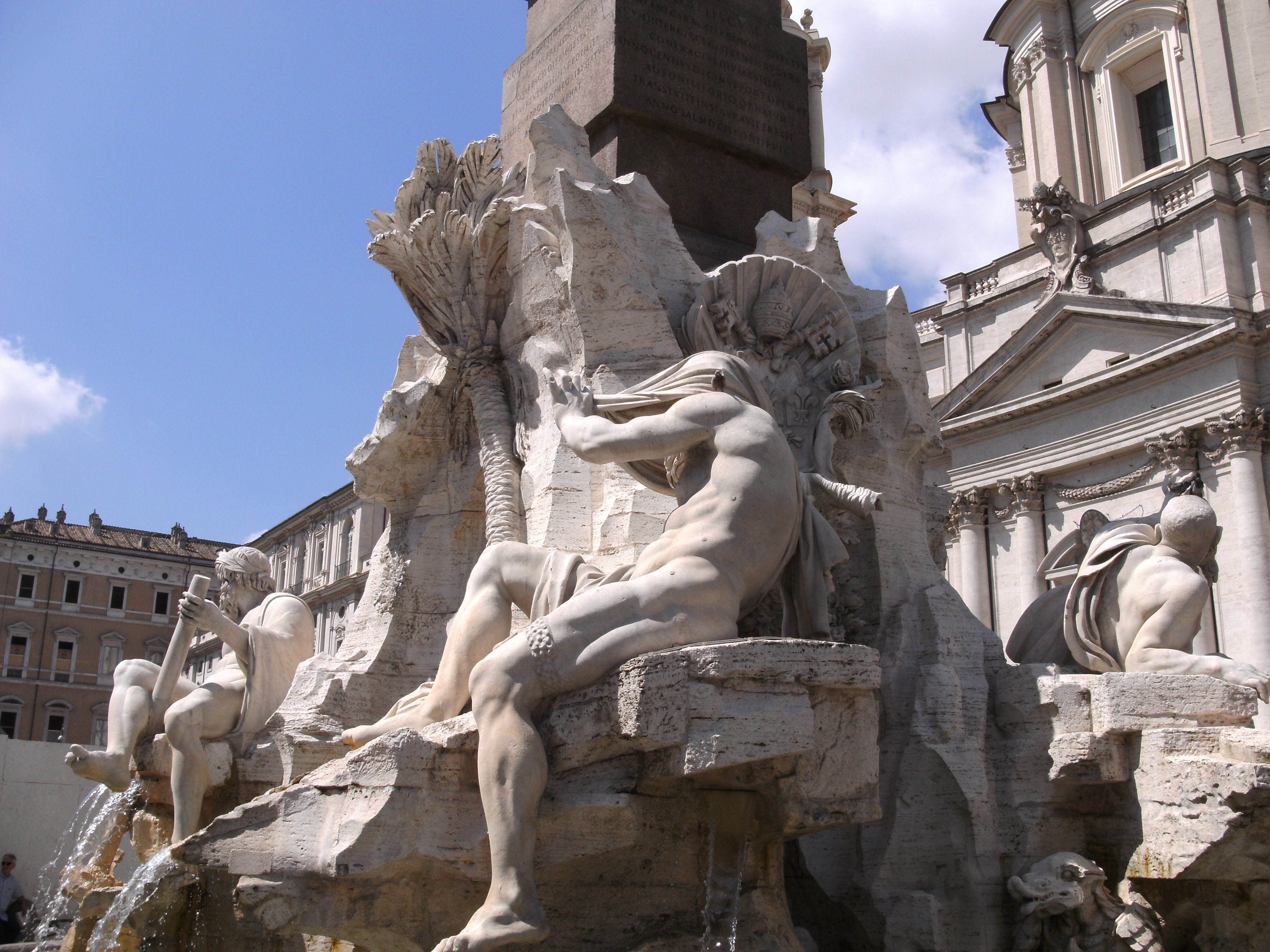
Il Nilo
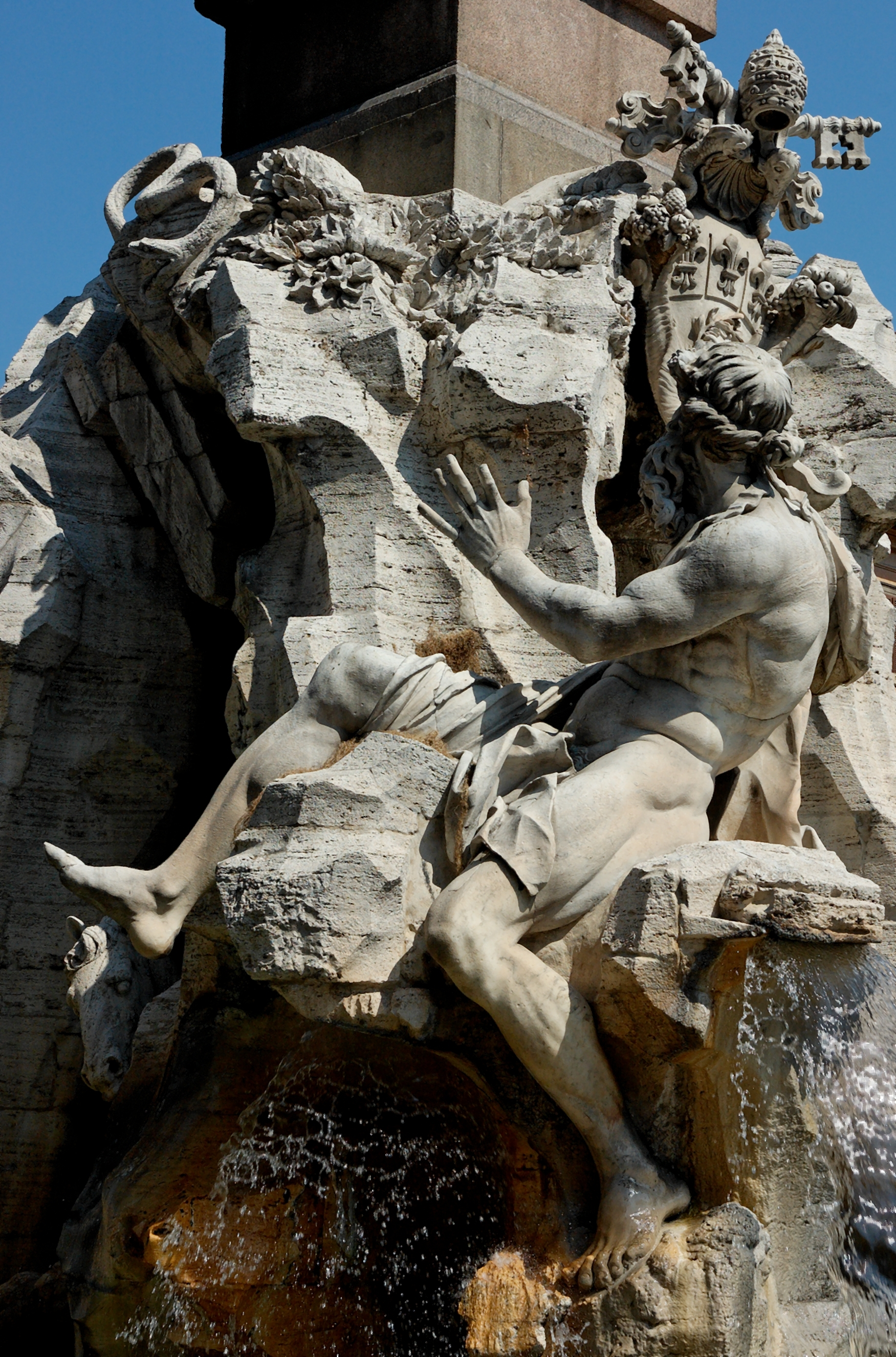
Il Danubio

Il disegno dei quattro colossi nudi che fungono da allegorie dei fiumi risalgono all'antico. I giganti del Bernini si muovono in gesti pieni di vita e con un'incontenibile esuberanza espressiva. Sull'antico, però, prevale l'invenzione del capriccioso. Così il Danubio indica uno dei due stemmi dei Pamphili presenti sul monumento come a rappresentare l'autorità religiosa del pontefice sul mondo intero, il Nilo si copre il volto con un panneggio, facendo riferimento all'oscurità delle sue sorgenti, rimaste ignote fino alla fine del XIX secolo, il Rio della Plata possiede un sacco traboccante di monete d'argento, che simboleggiano il colore argenteo delle acque, e infine il Gange regge un lungo remo che suggerisce la navigabilità del fiume. Lo scultore ricerca uno studio più attento dei movimenti e delle espressioni, che l'artista varia al massimo.
Sulla fontana sono raffigurati sette animali, a cui si aggiunge la colomba bronzea in cima all'obelisco e i delfinetti nello stemma dei Pamphili (opera di Nicola Sale del 1649), disseminati attorno a tutta la fontana ed in stretta relazione, insieme alle piante, con le personificazioni dei fiumi: sul lato occidentale un cavallo esce dalla cavità delle rocce con le zampe anteriori sollevate nell'atto di slanciarsi in un galoppo sfrenato sulle pianure danubiane coperte di fiori che incoronano la testa del fiume; un gruppo di fichi d'India e un coccodrillo (o un armadillo) che sembra uscito fuori da un bestiario medievale e spunta dall'angolo settentrionale, vicino al Rio della Plata; un leone sul lato orientale che sbuca, come il cavallo, dalla cavità delle rocce per abbeverarsi ai piedi di una palma africana (realizzata da Giobatta Palombo nel 1650) che si innalza fino alla base dell'obelisco; un dragone che si avvolge intorno al remo tenuto dal Gange; e poi un serpente di terra striscia nella parte più alta, vicino alla base dell'obelisco, e infine un serpente di mare e un delfino (o un grosso pesce) nuotano nella vasca con le bocche aperte, avendo entrambi la funzione di inghiottitoio delle acque (un originale espediente).

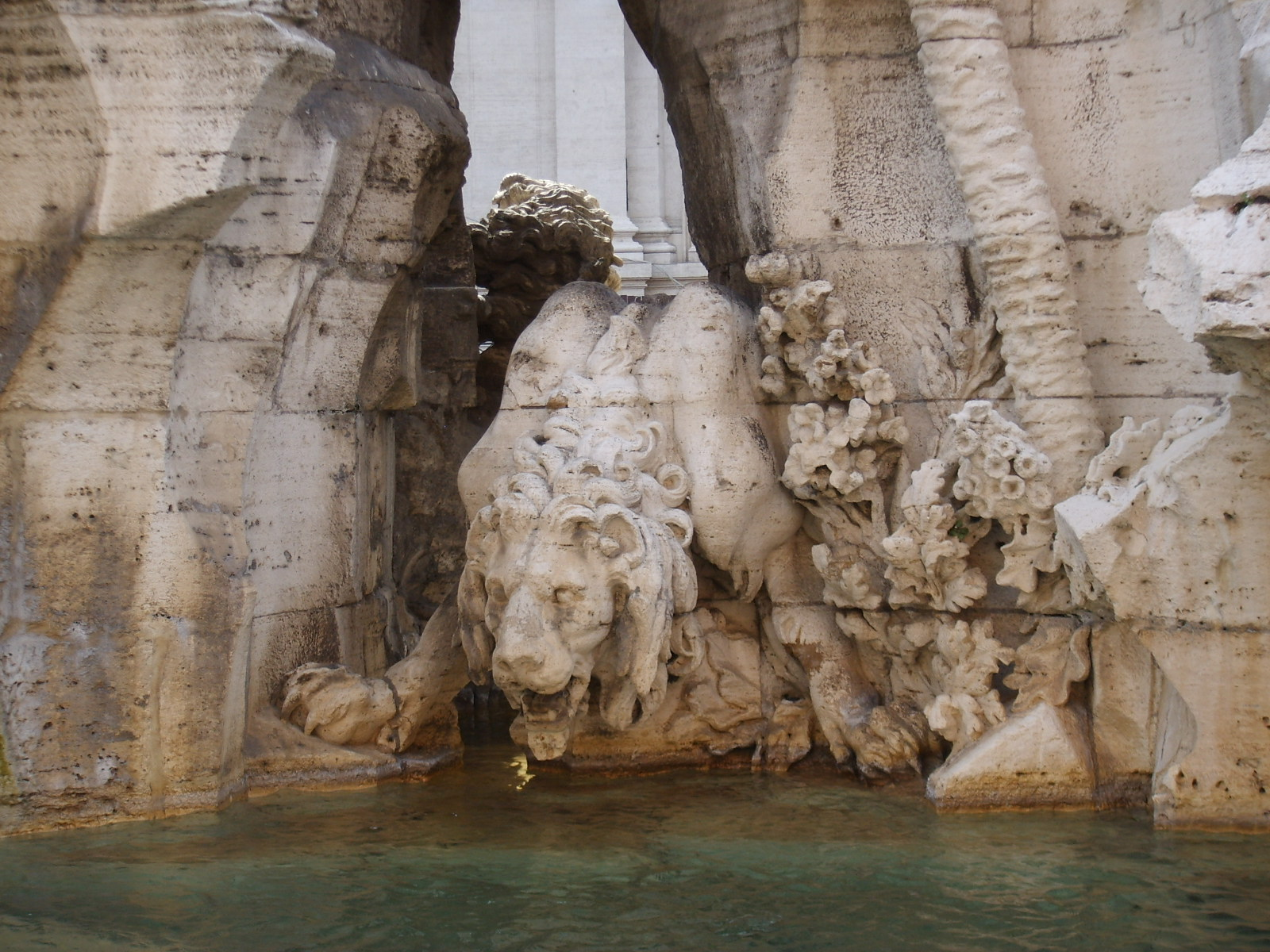
Il leone
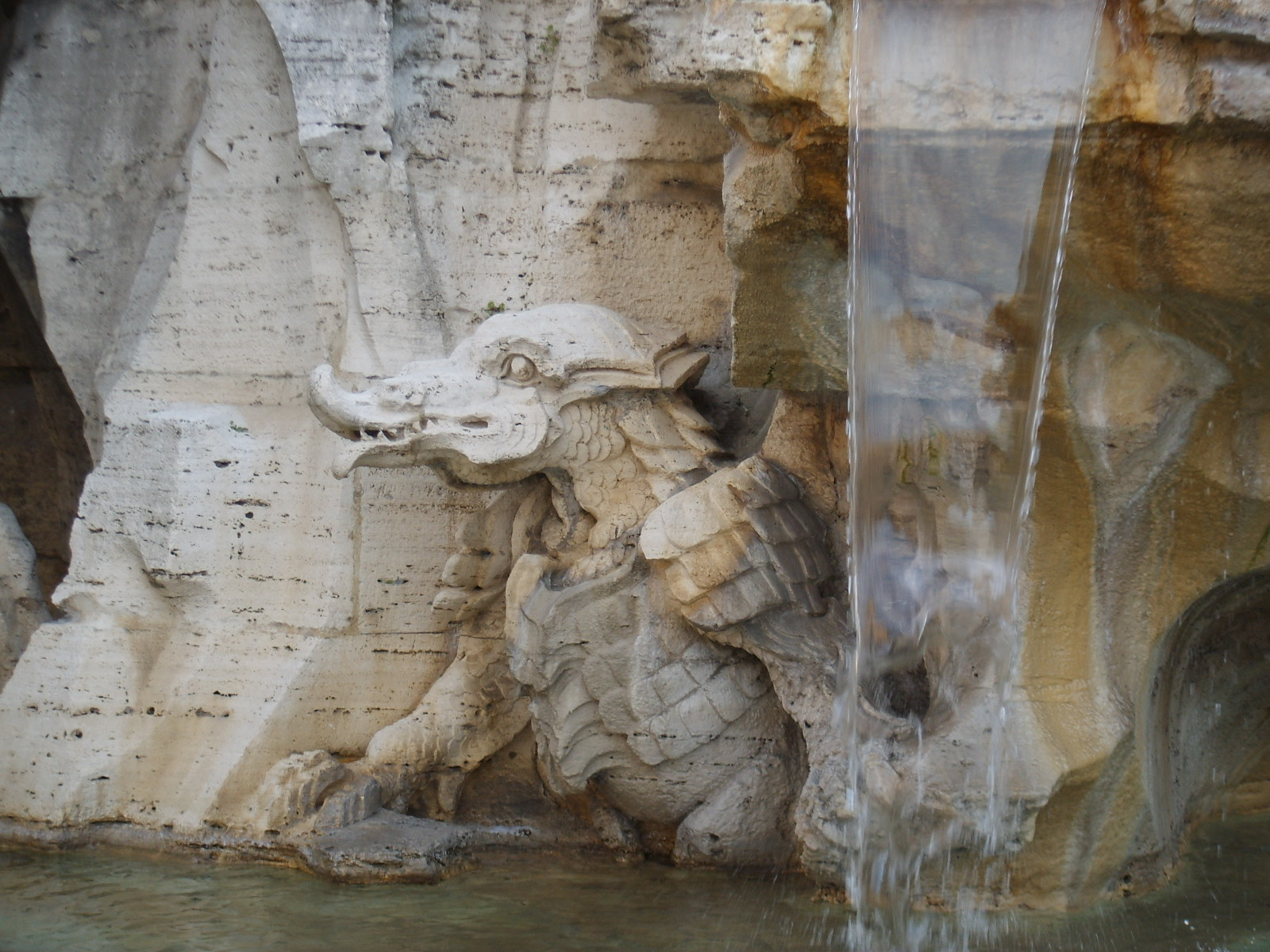
L'armadillo
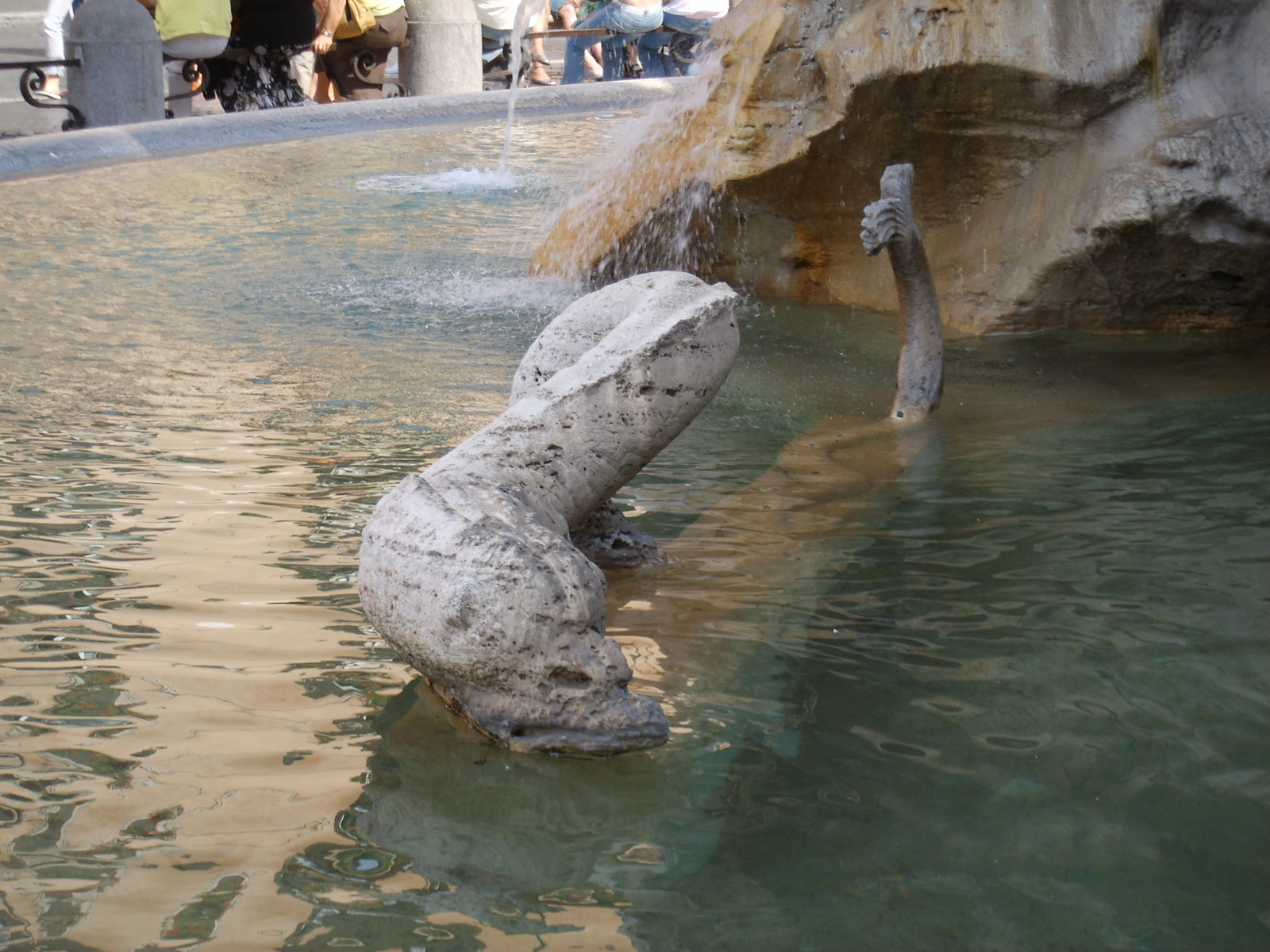
Il serpente di mare
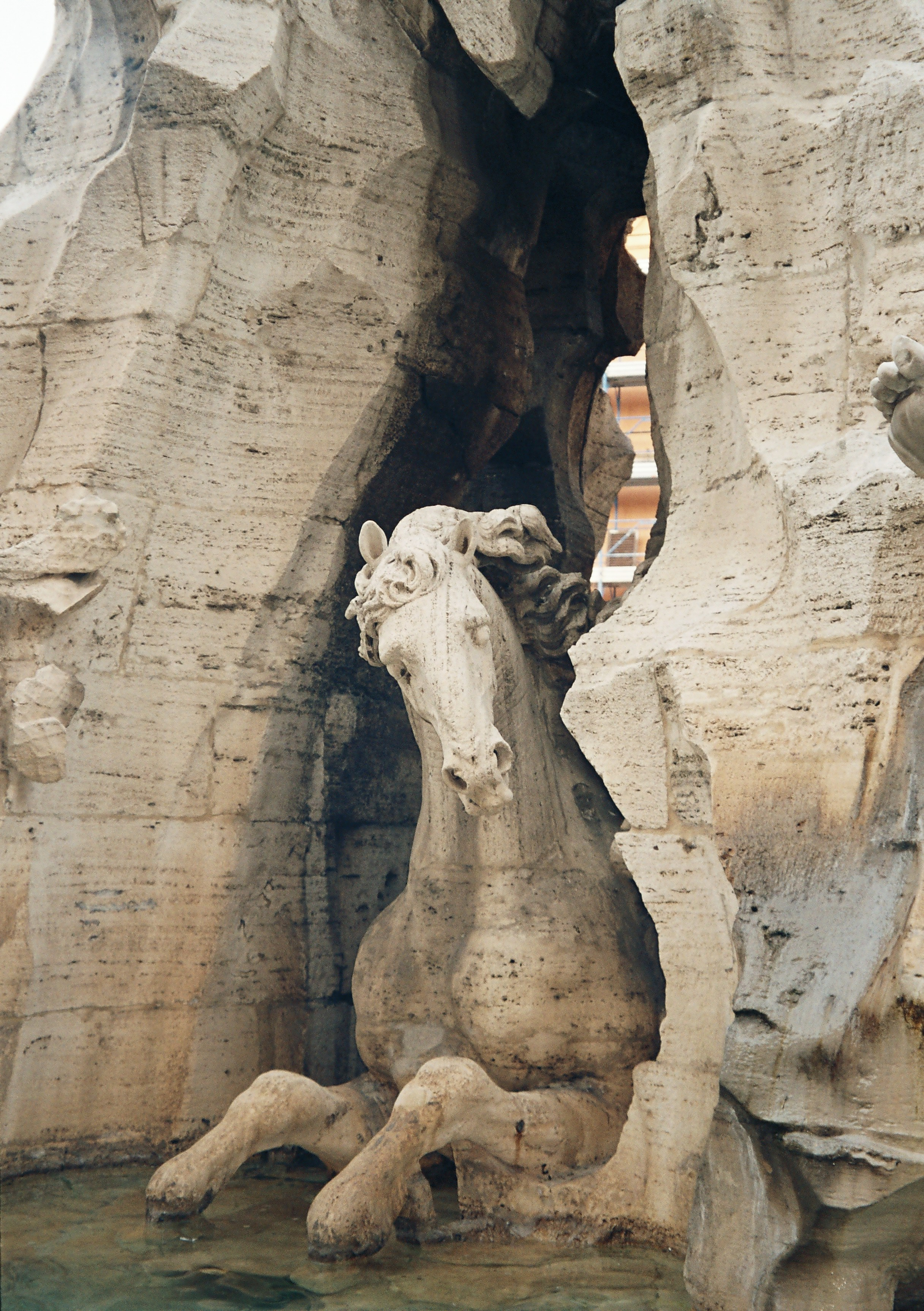
Il cavallo
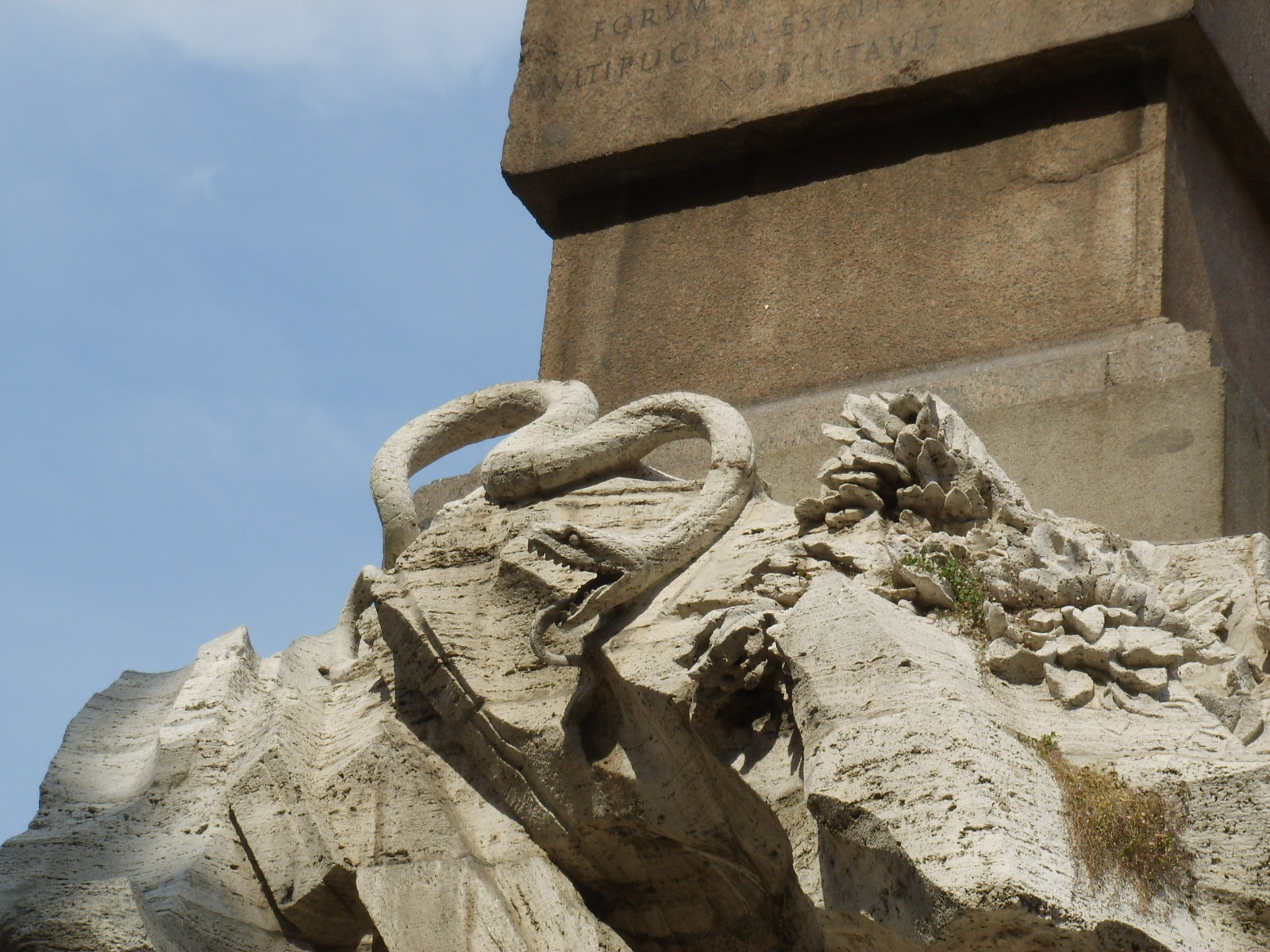
Il serpente di terra
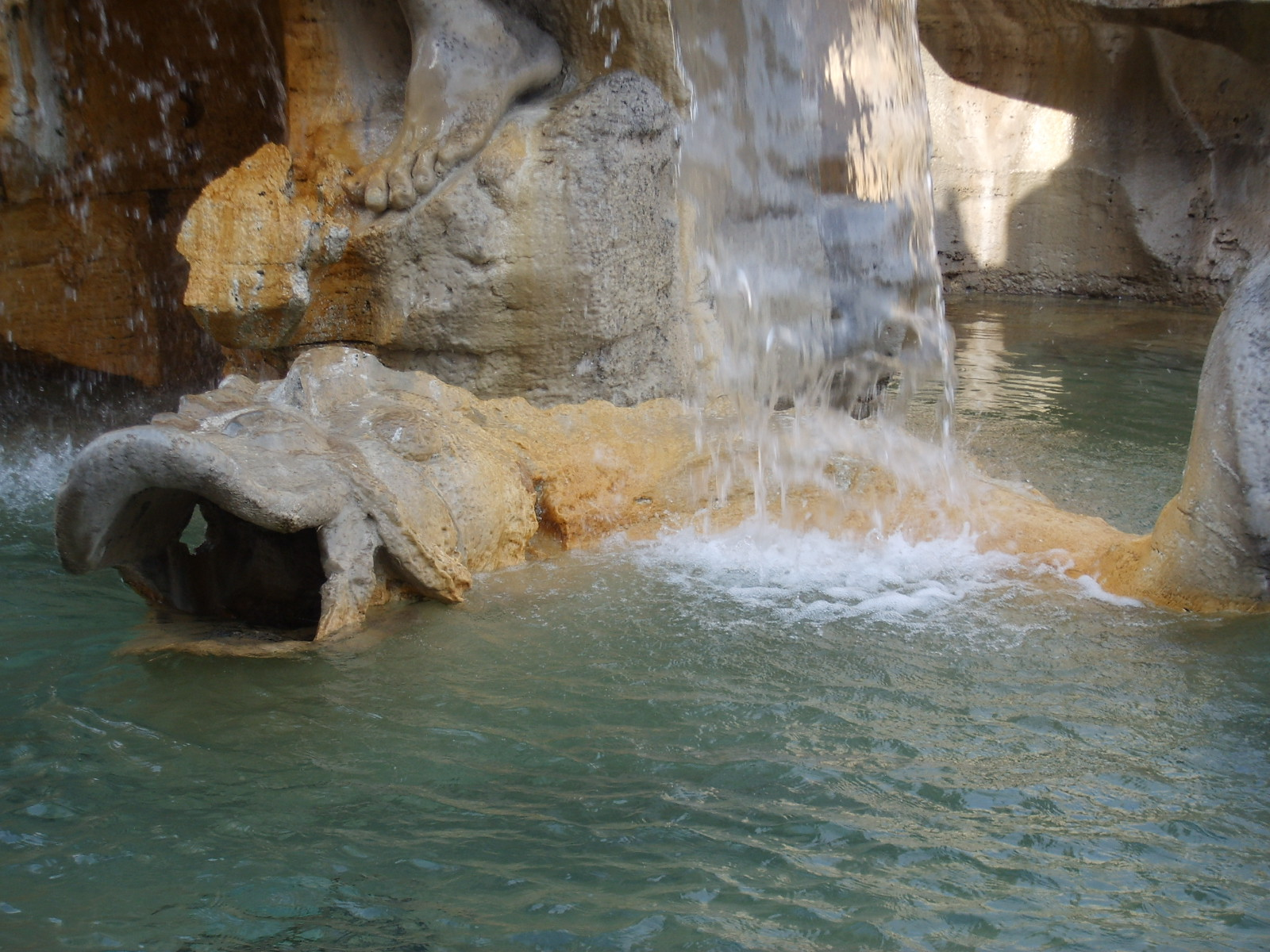
Il delfino
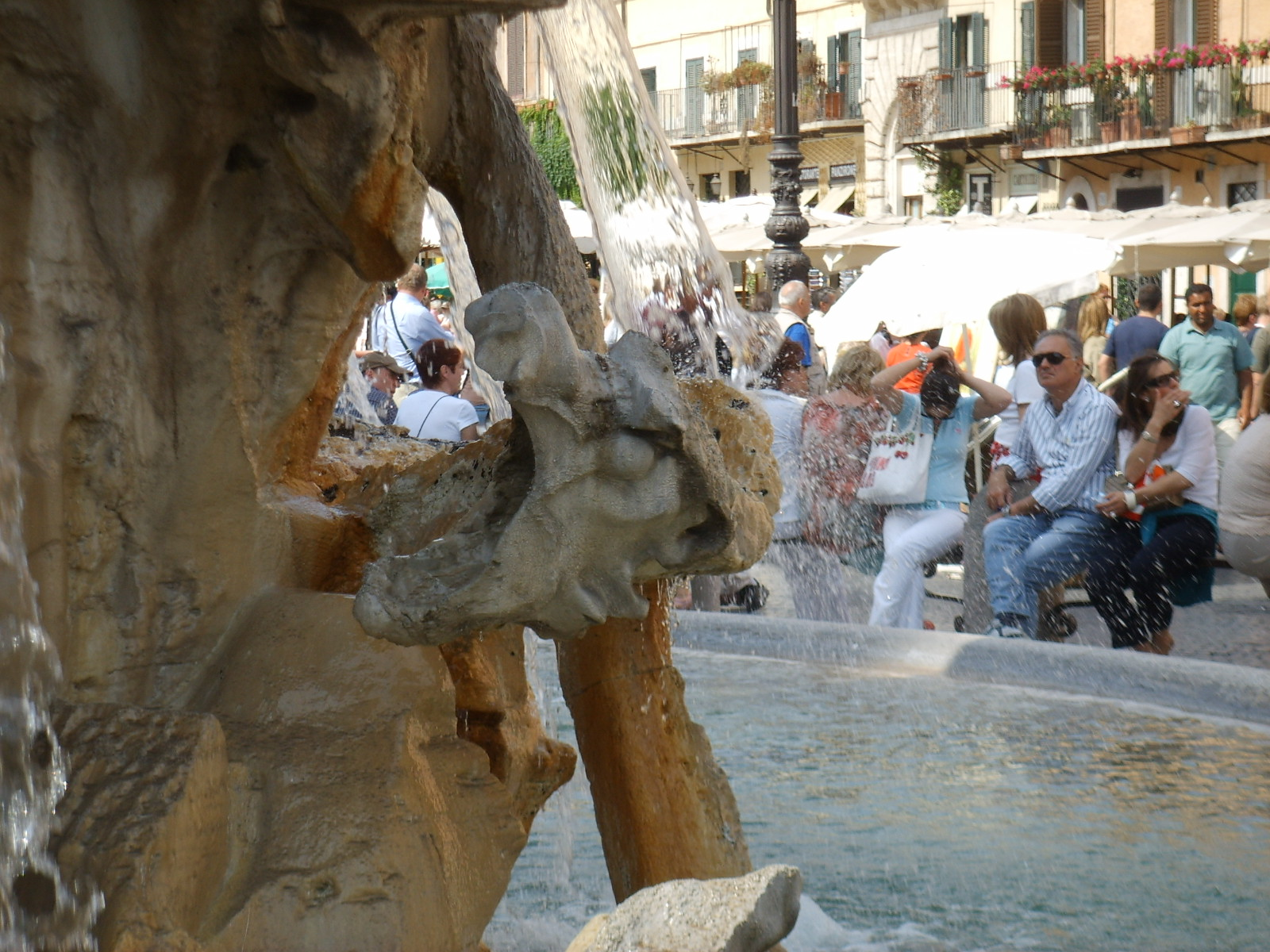
Il drago

Gli alberi e le piante che emergono dall'acqua e che si trovano tra le rocce sono anch'esse tutte rappresentate in scala più elevata. Le creature animali e vegetali, generate da una natura buona e utile, appartengono a razze e a stirpi grandi e potenti. Lo spettatore, girando intorno all'imponente fontana, può scoprire nuove forme o particolari che da un'altra visuale erano nascosti o quasi del tutto coperti dalla massa rocciosa. Il Bernini vuole suscitare meraviglia in chi ammira la fontana, componendo un piccolo universo in movimento ad imitazione dello spazio della realtà naturale.
Si tratta di un paesaggio in cui l'elemento pittorico tende a prevalere, con lo scoglio, con l'anfratto da cui esce un animale selvatico o su cui c'è una pianta rampicante. Il Bernini riesce anche ad ottenere vive sensazioni atmosferiche: infatti un vento impetuoso colpisce la palma e ne scuote la chioma che urta contro la roccia, scompigliando anche la criniera del cavallo e dando l'impressione di sibilare tra gli anfratti della rupe.
A lavoro concluso, il Bernini volle dare colore alle rocce, alla palma, alle peonie, alle agavi, e dispensò vernice dorata in vari punti. Così, all'illusionismo dell'insieme, si aggiungeva una componente coloristica ancora più accentuata.
I letterati e i poeti contemporanei (escluso l'offeso Borromini) espressero il loro stupore per una fontana così straordinaria, sottolineando l'impressione del capriccioso e in alcune parti perfino dell'esotico che la scultura trasmette in colui che la osserva. Il Bernini, più che nelle altre fontane, tende a valorizzare l'acqua come l'elemento essenziale della scultura; acqua che non zampilla, ma sgorga da vari punti delle rocce e si riversa nella grande vasca di base.
La tradizione, che vuole il Bernini rivale al contemporaneo Borromini, ha costruito la leggenda per la quale il personaggio che nella fontana impersona il Rio della Plata alzerebbe la mano verso la prospiciente chiesa di Sant'Agnese in segno di difesa dall'imminente caduta dell'edificio. Questa rimane tuttavia solo una leggenda in quanto la costruzione della chiesa di Sant'Agnese in Agone iniziò solo dopo, nel 1652.
Lo studio del modellino della fontana, realizzato dal Bernini come per altre sue opere, dimostra che l'artista immaginava inizialmente un'opera un po' diversa da quella che poi è risultata. Le dimensioni e le proporzioni delle varie figure erano più ridotte, così come alcuni elementi che simboleggiano i quattro fiumi risultano diversi dalla realizzazione finale. I resti di colorazione sul modello ligneo fanno supporre che l'intenzione era quella di realizzare le varie figure in bronzo. La scelta finale in favore del travertino ha comportato anche la modifica delle dimensioni delle strutture d'appoggio, che altrimenti non avrebbero sopportato il peso dell'obelisco.

## Conservazione
La fontana è di proprietà di Roma Capitale e la sua conservazione è curata dalla Sovrintendenza capitolina ai beni culturali. L'irrigazione e l'eventuale svuotamento oltre che la manutenzione ordinaria dei serbatoi e dell'illuminazione artistica della fontana sono curati dalle società Acea Ato 2 e Acea.
Un primo restauro è stato portato avanti dall'Istituto centrale per il restauro con un finanziamento da parte del Ministero per i beni e le attività culturali di circa 622 000 euro. L'intervento è consistito principalmente nella pulizia della fontana da escrementi e vegetazione infestante, nel consolidamento delle aree danneggiate e dei getti per la fuoriuscita dell'acqua e nell'installazione di un impianto elettrostatico per l'allontanamento dei volatili.
Un secondo restauro è stato condotto nel 2021 dalla Sovrintendenza comunale per monitorarne lo stato conservativo e riparare alcuni danni minori come il distacco della mandibola del leone, dovuto all'eccessiva usura del giunto metallico, o il danneggiamento della ghirlanda che cinge il capo del Gange.